# Rodolfo Rumpf
Rodolfo Rumpf (Luzerna, 11 de janeiro de 1960) é um médico veterinário, pesquisador e professor universitário brasileiro.
Comendador da Ordem Nacional do Mérito Científico, Rodolfo é pesquisador titular da Embrapa e professor da Universidade de Brasília no nível da pós-graduação. Rodolfo e sua equipe foram responsáveis pela bezerra Vitória, o primeiro animal a ser clonado no Brasil, em 2001.

## Biografia
Rodolfo nasceu na cidade catarinense de Luzerna, em 1960. É filho de José Rumpf e Erna Lídia Rumpf. Em 1978, ingressou no curso de veterinária da Universidade Federal de Pelotas, onde foi monitor da disciplina de Anatomia dos Animais Domésticos. Em 1982 embarcou para a Áustria, onde fez doutorado pela Universidade de Medicina Veterinária de Viena. Em 1986, fez especialização em Reprodução Animal pela Universidade de Ribeirão Preto (UNAERP).
Em 1989, ingressou como pesquisador na Embrapa. Trabalha com Biotecnologia da Reprodução Animal e Conservação de Recursos Genéticos Animais. Desde 1996, é professor na Universidade de Brasília, ministrando disciplinas na pós-graduação nas áreas de reprodução animal, genética e conservação de recursos genéticos. Entre 1992 e 1993 realizou estágio de pós-doutorado pela Universidade de Montreal, nas áreas de embriologia e clonagem animal.
É diretor técnico e foi diretor executivo da Geneal Genética, de Minas Gerais.